# Aéroport international Jorge-Chávez
L'aéroport international Jorge Chávez (code IATA : LIM • code OACI : SPJC), principal aéroport du Pérou, dessert la capitale, Lima.
Son emplacement stratégique dans le milieu de la côte Ouest de l'Amérique du Sud est devenu une plaque tournante majeure du sous-continent. Remarqué pour ses connexions sur les vols de correspondance entre les Amériques, Asie-Pacifique et en Europe, il a subi une croissance soutenue dans le flux des passagers, du fret et du courrier.
Pour la troisième année consécutive, il a été choisi pour l'année 2016 comme le meilleur aéroport d'Amérique du Sud selon Skytrax Research. Il s'agit d'un bureau londonien d'études de marché spécialisé dans les aéroports. Chaque année il mène une enquête, via internet, sur 20,18 millions de passagers de 100 nationalités différentes, et les utilisateurs d'au moins 240 bornes.

## Situation
Il est situé dans le district de Callao, à 11 kilomètres au nord-ouest du centre historique de Lima, la capitale, et à environ 5 kilomètres à l'est de la ville de Callao.
| Andahuaylas Anta Arequipa Ayacucho Cajamarca Chiclayo Cuzco Iquitos Jaén Jauja Juliaca Lima Piura Pucallpa Puerto · Maldonado Tacna Talara Tarapoto Tingo María Trujillo Tumbes |

## Statistiques
Le mouvement de passagers pendant l'année 2013 était de 14 908 772 et le mouvement de charge était de 296,517 TM
.
Pour des raisons techniques, il est temporairement impossible d'afficher le graphique qui aurait dû être présenté ici.

Voir la requête brute et les sources sur Wikidata.

### Zoom sur l'impact du covid de 2019-2020
Pour des raisons techniques, il est temporairement impossible d'afficher le graphique qui aurait dû être présenté ici.

Voir la requête brute et les sources sur Wikidata.

## Compagnies aériennes et destinations
| Compagnies               | Destinations |
| ------------------------ | --- |
| Aerolíneas Argentinas    | Buenos Aires-J. Newbery |
| Aeroméxico               | Mexico-B. Juárez |
| Aeroregional             | Charter : Quito-M. Sucre |
| Air Europa               | Madrid-Barajas |
| Air France               | Paris-Charles de Gaulle |
| Air Transat              | Montréal (P.-E.-Trudeau), Toronto (Pearson) |
| American Airlines        | Miami |
| Arajet                   | Saint-Domingue Las Américas |
| ATSA Airlines            | Chachapoyas (es), Huánuco (es), Mazamari (es), Tingo María (es) |
| Avianca                  | Bogota-El Dorado |
| Boliviana de Aviación    | Viru Viru |
| Copa Airlines            | Panama-Tocumen |
| Delta Air Lines          | Atlanta H.-Jackson |
| Iberia                   | Madrid-Barajas |
| JetBlue                  | Fort Lauderdale-Hollywood |
| JetSmart Argentina       | Buenos Aires-Ezeiza |
| JetSmart Chile           | Santiago du Chili-A.-M.-Benítez |
| JetSmart Perú            | - Arequipa-R. Ballón, - Cajamarca (es), - Carthagène-R. Núñez, - Chiclayo (es), - Cúcuta, - Cuzco, - Guayaquil-J. J.-Olmedo, - Medellín-J. M. Córdova, - Piura (en), - Quito-M. Sucre, - Talara-V.Montes (es), - Tarapoto (es), - Trujillo-Martínez de Pinillos |
| KLM                      | Amsterdam |
| LATAM Brasil             | São Paulo/Guarulhos |
| LATAM Chile              | Antofagasta, Los Angeles , Santiago du Chili-A.-M.-Benítez |
| LATAM Ecuador            | Buenos Aires-Ezeiza, Guayaquil-J. J.-Olmedo |
| LATAM Paraguay           | Asuncion-S.-Pettirossi |
| LATAM Perú               | - Arequipa-R. Ballón, - Aruba-Reine-Beatrix, - Atlanta H.-Jackson, - Ayacucho-Mendívil Duarte (en), - Bogota-El Dorado, - Brasília, - Buenos Aires-J. Newbery, - Buenos Aires-Ezeiza, - Cajamarca (es), - Cancún, - Caracas-Maiquetía, - Carthagène-R. Núñez, - Chiclayo (es), - Córdoba, - Cuzco, - Guayaquil-J. J.-Olmedo, - Ilo (en), - Iquitos-F.S. Vignetta, - Jaén-Shumba (es), - Jauja (es), - Juliaca (Inca Manco Cápac), - La Havane-José Martí, - La Paz-El Alto, - Londres-Heathrow, - Los Angeles, - Madrid-Barajas, - Medellín-J. M. Córdova, - Mendoza-El Plumerillo, - Mexico-B. Juárez, - Miami, - Montevideo Carrasco, - New York-John F. Kennedy, - Piura (en), - Porto Alegre, - Pucallpa (es), - Puerto Maldonado-Padre Aldamiz (en), - Punta Cana, - Quito-M. Sucre, - Rio de Janeiro/Galeão, - Salta, - San José-J. Santamaría, - Viru Viru, - Santiago du Chili-A.-M.-Benítez, - São Paulo/Guarulhos, - Tacna-C. Ciriani (es), - Talara-V.Montes (es), - Tarapoto (es), - Trujillo-Martínez de Pinillos, - Tumbes (es) |
| Plus Ultra Líneas Aéreas | Madrid-Barajas |
| Sky Airline              | Santiago du Chili-A.-M.-Benítez |
| Sky Airline Peru         | - Arequipa-R. Ballón, - Ayacucho-Mendívil Duarte (en), - Buenos Aires-Ezeiza, - Cancún, - Cuzco, - Florianópolis, - Iquitos-F.S. Vignetta, - Jauja (es), - Juliaca (Inca Manco Cápac), - Miami, - Montevideo Carrasco, - Piura (en), - Pucallpa (es), - Punta Cana, - Santiago du Chili-A.-M.-Benítez, - São Paulo/Guarulhos, - Tarapoto (es), - Trujillo-Martínez de Pinillos, - Tumbes (es) |
| Star Perú                | - Cajamarca (es), - Chiclayo (es), - Huánuco (es), - Iquitos-F.S. Vignetta, - Pucallpa (es), - Tumbes (es) |
| United Airlines          | Houston-George Bush, Newark-Liberty |
| Volaris                  | Cancún, Mexico-B. Juárez |
| Volaris Costa Rica       | San José-J. Santamaría |
| Wingo                    | Bogota-El Dorado |

Édité le 08/03/2023  Actualisé le 11/12/2023

## Historique
Le premier aéroport de Lima était l'aéroport de Limatambo, situé à San Isidro, qui a cessé son activité en 1960 en raison de l'impossibilité de s'étendre et d'accroître sa capacité d'exploitation. La même année, l'aéroport de Lima-Callao, aujourd'hui connu sous le nom d'aéroport international Jorge Chávez, fut inauguré.
C'est en juin 1965 que l'aéroport fut rebaptisé de son nom actuel, en hommage à l'aviateur franco-péruvien Jorge Chávez Dartnell qui fut le premier à traverser les Alpes avec un monoplan en 1910. C'est en décembre de la même année que fut inauguré le terminal passagers.
Il fut considéré en son temps comme l'un des aéroports les plus modernes d'Amérique latine en raison de l'architecture d'avant-garde du terminal passagers. L'aéroport n'a pas vu d'importants changements dans son infrastructure au cours des 35 années suivantes, hormis quelques rénovations isolées et projets d'expansion dans les différentes parties de l'aérogare.
Des Handley Page Victor, qui équipaient le No. 543 Squadron RAF, ont effectué des mesures lors d'essais nucléaires aériens français depuis cet aéroport.
Par décision du gouvernement du Pérou, l'aéroport Jorge Chavez a été concédé en 2001 à la société Lima Airport Partners (LAP), un consortium germano-américain, en vue d'entreprendre son extension. Aujourd'hui, en 2009, le capital-actions de LAP est contrôlé par trois prestigieuses institutions internationales : Fraport AG, avec 70,01 % du capital, la Société financière internationale (membre du groupe de la Banque mondiale), avec 19,99 % et l'investissement Infrastructure, services publics et des ressources naturelles, gérées par AC Capitales SAFI SA avec les 10 % restants.
Fraport AG est une société allemande de renommée qui gère plusieurs aéroports dans les grandes villes du monde entier y compris ceux de Francfort (Allemagne), New Delhi (Inde), Le Caire (Égypte), Riyad (Arabie saoudite).
L'aéroport a reçu le titre de « meilleur aéroport d'Amérique du Sud » par Skytrax (World Airports Awards 2005), et il a obtenu la deuxième place lors de l'étude conduite en 2008[réf. nécessaire].
Plus d'une vingtaine de compagnies aériennes opèrent actuellement à Lima.

## Travaux et projets
Cette section ne s'appuie pas, ou pas assez, sur des sources secondaires ou tertiaires indépendantes du sujet. Le texte peut contenir des analyses inexactes ou inédites de sources primaires.
Pour l'améliorer, ajoutez-en, ou placez des modèles {{Source secondaire souhaitée}} ou {{Source secondaire nécessaire}} sur les passages mal sourcés. (septembre 2022)
Afin d'en faire un aéroport de classe mondiale, le concessionnaire Lima Airport Partners a commandé la conception et l'aménagement de l'aérogare passagers au sein du cabinet d'architecture Arquitectonica, qui a des bureaux régionaux dans plusieurs continents. Après avoir fixé le modèle pour l'architecture, l'ingénierie et l'urbanisme ont commencé les premiers travaux en 2001.
En février 2005, a commencé la première phase de rénovation de l'aérogare, comprenant la rénovation de l'infrastructure existante, la construction du centre commercial Pérou Plaza et du nouveau hall avec dix-huit portes, dont sept pourvues de ponts d'embarquement (manches).
En juin 2007, a ouvert le Costa del Sol Hôtel Ramada, un hôtel quatre étoiles directement relié à l'aérogare des passagers par un pont piétonnier élevé.
En janvier 2009, a été inaugurée la deuxième phase de rénovation comprenant l'agrandissement de la zone de concours et l'installation de douze manches supplémentaires qui s'ajoutant aux sept initiales donnent un total de dix-neuf. Le terminal de passagers qui fait partie du « hall » a maintenant 84 570 m2 (39 467 m2 en 2001). De plus, la zone commerciale a été agrandie à 63 magasins. Deux ponts mécaniques pour les passagers, avec cinq bandes pour ramasser les bagages dans la zone internationale ont été créés ainsi que 20 postes de contrôle d'arrivée. L'aire de stationnement des avions a été augmentée en ajoutant 304 881 m2 (165 000 m2 en 2001). Le remodelage de la tour centrale de bureaux donne un air plus fonctionnel et contemporain. Durant la même année, l'espace commercial a augmenté de plus de 1 800 m2. On a également ajouté un nouveau salon VIP à la jetée nationale et une salle de spa à la jetée internationale.
En 2011, un nouveau radar permet d'exploiter des vols, même sous une épaisse couverture nuageuse, caractéristique fréquente dans la région où est située l'infrastructure. Un nouveau centre de contrôle, un simulateur et une école de formation des contrôleurs aériens sont disponibles. On a installé un système d'atterrissage aux instruments aéreos. (ILS) de catégorie III pour recevoir des vols même si la visibilité est faible ou nulle, ce qui rend l'aéroport un des plus sûrs au monde. Au début de la même année, la piste a été réasphaltée avec 10 pouces d'asphalte.
En 2014, il est prévu de livrer une seconde piste, parallèle à l'actuelle. Les terrains adjacents à l'aéroport sont dans un processus d'expropriation par le ministère des Transports et des Communications. Les permis doivent être délivrés avec une échéance en 2013. Lorsque les travaux seront terminés, l’aéroport international Jorge Chávez disposera de pistes 15L et 15R.
Enfin au second semestre 2017 seront livrés des bâtiments douaniers et administratifs érigés sur le site des ruines causées par le séisme de 2007. Initialement prévu pour 2013, le projet prit un retard remarqué par les acteurs économiques locaux du fait de la crise économique et de l'application de nouvelles normes parasismiques.
Pris à partie par l'opposition, le secrétaire au Développement de la région Luis José fut poussé à la démission à la suite du scandale des malversations pour l'attribution du contrat de modernisation des infrastructures de cet aéroport.

## Infrastructures et services

### Hôtels
- Ramada Hotel Costa del Sol : Ouvert le 12 juin 2007, est situé en face de la tour de l'aéroport et se compose de 5 niveaux qui comprennent un restaurant pour 70 convives, un café, bar, spa, piscine, gymnase, salon de coiffure, centre d'affaires et des salles de conférence. Le bâtiment est recouvert de panneaux acoustiques qui isolent du bruit des avions.

### Centres commerciaux
Cette section ne s'appuie pas, ou pas assez, sur des sources secondaires ou tertiaires indépendantes du sujet. Le texte peut contenir des analyses inexactes ou inédites de sources primaires.
Pour l'améliorer, ajoutez-en, ou placez des modèles {{Source secondaire souhaitée}} ou {{Source secondaire nécessaire}} sur les passages mal sourcés. (septembre 2022)
- Centre commercial Perú Plaza : composé d'un ensemble de boutiques et de restaurants dans l'aérogare passagers avant d'entrer dans le hall et les services d'immigration. Ces boutiques offrent des produits tels que l'artisanat du Pérou, des textiles d'alpaga, des produits en cuir et un large éventail de parfums, de liqueurs, de chocolats, des magazines et d'autres articles. Il accueille également des points de restauration rapide, une banque, des téléphones publics, des distributeurs automatiques de billets.

- Boutiques hors taxes : présentes dans les halls pour les vols intérieurs et internationaux. L'un des concessionnaires est le leader international du commerce en franchise de droits Aldeasa. Il comporte des points de vente de grandes marques internationales.

## Opérations de courrier et de fret
Cette section ne s'appuie pas, ou pas assez, sur des sources secondaires ou tertiaires indépendantes du sujet. Le texte peut contenir des analyses inexactes ou inédites de sources primaires.
Pour l'améliorer, ajoutez-en, ou placez des modèles {{Source secondaire souhaitée}} ou {{Source secondaire nécessaire}} sur les passages mal sourcés. (septembre 2022)
Dans le cadre du plan directeur de l'aéroport, les nouvelles installations du centre de fret aérien et de messageries ont ouvert en 2007. La construction et l'exploitation d'un entrepôt frigorifique de fret a été accordé en concession à l'entreprise Cold Air qui est spécialisée dans l'exportation de denrées périssables.
Ensuite, il a été construit un complexe appelé Lima Cargo City, un nouveau centre logistique à proximité de l'aéroport, qui a nécessité un investissement de 35 millions de dollars et a été conçu pour tenir compte de grands opérateurs de fret aérien. Le complexe a été inauguré officiellement le 12 mai 2009 et son bâtiment principal a plus de 12 000 m2 de bureaux modernes, dont 18 compagnies aériennes et de cinq succursales de banques.
Le complexe héberge un centre d'affaires, des boutiques et un parc de stationnement souterrain d'une capacité de 240 voitures. Il a une infrastructure moderne, un accès direct à la bretelle de l'aéroport par le biais d'un tunnel de 380 mètres de long. Aujourd'hui, 1.086 employés travaillent à Lima Cargo City.
Au cours de 2008, l'aéroport a été certifié BASC (Business Alliance for Secure Commerce) pour ses opérations de fret et de poste aérienne. Cette certification garantit la mise en œuvre d'un système de contrôle de gestion et de sécurité pour les opérations de commerce extérieur. De cette manière, l'aéroport Jorge Chavez est devenu le premier aéroport BASC certifié au sein des 12 pays membres de l'organisation BASC.

## Moyens d'accès
L'accès à l'aéroport se fait par:

### Taxi
Pour des raisons de sécurité, il est fortement recommandé d'emprunter un taxi appartenant à une société réputée. Les taxis coûtent aux environs de 50 à 60 nouveaux soles (16 $-20 $ USD) pour un trajet dans le quartier de Miraflores, ou 40 nouveaux soles (14 $ USD) pour le centre de Lima.

### Bus ou mini-van
L’aéroport a une plateforme pour le parking des bus, lequel est utilisé pour des opérateurs touristiques pour le transport des passagers, ces bus seulement peuvent être utilisés vers un opérateur touristique.

### Location de voitures
Il y a la possibilité de louer une voiture vers des entreprises dans l’aéroport sur la sortie de vols internationaux.

### Métro de Lima
Actuellement[Quand ?] se construisent la ligne 2 et une partie de la ligne 4 du Metro. Cette dernière aura en 2019 une station à l'aéroport, donc s'établira une connexion avec le réseau de transport à Lima[réf. nécessaire].

## Incidents et accidents
- 27 novembre 1962 : le vol 810 Varig s'écrase contre le pic de La Cruz au Pérou lors de son approche de l'aéroport de Lima après que le Boeing 707 a dévié de sa trajectoire pour des raisons inconnues. L'accident fait 97 victimes.
- 2 octobre 1996 : le vol AeroPeru 603 s'écrase en mer peu après son décollage de Lima faisant 70 morts. Les altimètres et les indicateurs de vitesse des pilotes étaient tous faux et inutilisables à cause de morceaux d'adhésifs collés sur les prises d'air des instruments de vol (altitude et vitesse). Les adhésifs avaient été posés par précaution par un technicien qui polissait le nez de l'avion.
- 18 novembre 2022 : Le vol LATAM 2213 à destination de Juliaca au Pérou heurta un véhicule aéroportuaire de lutte contre les incendies durant le décollage depuis la piste 16 vers 15h11 (heure locale). Le véhicule ayant effectué une incursion sur la piste, malgré une autorisation de décollage délivrée par la tour de contrôle, heurta l'A320neo (immatriculé "CC-BHB") du côté droit. L'appareil continua sa course sur plusieurs centaines de mètres sur son aile droite avant de s’immobiliser sur la piste, occasionnant ainsi un incendie circonscrit à l'avion. L'appareil perdu son réacteur droit ainsi qu'une partie de son train d’atterrissage principal droit. L'accident fit deux mort au sol parmi les occupants du véhicule cependant aucun passager ou membre de l'équipage de l'aéronef n'a été blessé[10]. La zone de l'impact se situe environ à 1200 mètres du seuil de la piste 16 (Sortie du taxiway "B"). L'appareil s'est immobilisé environ 1500 mètres plus loin, proche de la sortie du taxiway "G" proche du seuil de la piste 34.

## Compagnies aériennes et destinations
23 compagnies aériennes de passagers et 25 compagnies aériennes de fret sont actuellement[Quand ?] en exploitation dans l’aéroport international Jorge Chavez. Elles desservent 59 destinations nationales et internationales. La connexion Lima-Callao est l'une des plus importantes des trois Amériques avec par exemple :
- Calama-El Loa [11],

- Cajamarca (es) [12],

## Trafic de fret
25 compagnies aériennes exploitent le fret à l'aéroport, certains avec des itinéraires fixes et d'autres avec des vols charters en provenance des deux terminaux de fret existants.